# 大念仏狂言
大念仏狂言（だいねんぶつきょうげん）とは、融通念仏（大念仏）の中興者である円覚上人による念仏の教えを無言劇としたもの。
融通念仏は、摂津国の大念仏寺（大阪市平野区）を根本道場として良忍（聖応大師）によって始められたもので、その教えを広めるべく作られた念仏狂言。京都の清凉寺や壬生寺などで融通念仏が盛んになり、壬生寺や清凉寺、千本閻魔堂、神泉苑には円覚上人による大念仏狂言が伝えられている。

## 関連文献
- 小泉順邦著『嵯峨大念仏狂言』（「かもがわ選書」8）（かもがわ出版、1991年） ISBN 4-87699-023-9